# Polyidos (Euripide)
Polyidos (en grec ancien Πολύιδος / Polýidos) est une tragédie grecque antique composée par Euripide au Ve siècle av. J.-C. Son texte est perdu à l'exception de maigres fragments. Son personnage principal est le devin Polyidos, qui est au service de Minos et Pasiphaé, roi et reine de Crète dans la mythologie grecque.

## Fragments
Deux vers du textes sont conservés grâce à une citation chez Stobée : « Folie humaine que de vouloir consacrer / Aux morts tant de dépenses ! ». Un autre fragment, conservé grâce à une citation dans le Gorgias de Platon,,, évoque un questionnement sur la vie et la mort : « Qui sait si la vie n'est pas une mort, et si ce que nous appelons mourir ne s'appelle pas vivre dans l'autre monde ? » Un fragment de plusieurs dizaines de vers est découvert en novembre 2022 sur un papyrus, qui contient aussi un fragment de la tragédie Inô, sur le site archéologique de la nécropole de Philadelphie en Égypte et son édition scientifique est présentée en 2024.
Le papyrus est daté du IIIe siècle à cause de son contexte archéologique et de son style d’écriture. Dans le fragment conservé, Minos et Polyidos débattent de la nature du pouvoir, de celle de l'argent et du bon gouvernement. « Tu es riche, mais ne pense pas que tu comprends tout le reste. L’incompétence naît de la prospérité. », « Comme un fou, tu essaies de renverser les lois établies et de bouleverser les règles. », déclare Polyidos.

## Contexte
Polyidos relate le mythe le plus connu associé à ce devin, mythe connu sous une forme brève par les Fables d'Hygin et par le Pseudo-Apollodore. Minos et Pasiphaé ont un fils, Glaucos, qui un jour disparaît. Polyidos parvient à comprendre que Glaucos est tombé accidentellement dans une jarre de miel. L'enfant paraît mort, mais Minos et Pasiphaé enferment Polyidos dans une pièce avec le cadavre en lui ordonnant de le ramener à la vie. Polyidos y parvient finalement en observant un serpent qui utilise une herbe pour ressusciter l'un de ses congénères. Avant Euripide, ce sujet avait été traité par Eschyle dans sa tragédie Les Crétoises et par Sophocle dans sa tragédie Les Devins, toutes les deux perdues. Aristophane, lui, compose une comédie intitulée Polyidos, peut-être entre 413 et 407 avant J.-C. ; elle est également perdue.